# Famille de Chevalier de Sinard
 (avril 2025).
Motif : Notoriété non démontrée, défaut de références centrées ou semi-centrées.
- Archive Wikiwix
- Bing
- Cairn
- DuckDuckGo
- E. Universalis
- Gallica
- Google
- G. Books
- G. News
- G. Scholar
- Persée
- Qwant
- (zh) Baidu
- (ru) Yandex
- (wd) trouver des œuvres sur Wikidata

| 1. | Préciser le motif de la pose du bandeau. | Précisez le motif de la pose du bandeau en utilisant la syntaxe suivante : {{admissibilité à vérifier\|date=mai 2025\|motif=remplacez ce texte par le motif}}                                       |
| 2. | Informer les utilisateurs concernés.     | Pensez à avertir le créateur de l'article, par exemple, en insérant le code ci-dessous sur sa page de discussion : {{subst:avertissement admissibilité à vérifier\|Famille de Chevalier de Sinard}} |

Pour les articles homonymes, voir Chevalier.
La famille de Chevalier est une ancienne famille noble, notariale, originaire du Trièves, éteinte au XVIIIe siècle,.

## Personnalités
Principales personnalités : 
- Béranger Chevalier, jurisconsulte, professeur de droit civil à Grenoble en 1282,
- Ponet de Chevalier, damoiseau, rend hommage au dauphin Humbert II le 24 février 1345,
- Guigues de Chevalier, écuyer, notaire à Sinard en 1385.
- Guillaume de Chevalier, écuyer, combattit à la bataille d'Anthon en 1340,
- Guillaume de Chevalier, receveur trésorier du Dauphiné en 1450,
- Jacques de Chevalier, écuyer, seigneur des Hoches et de Sinard, capitaine au régiment de Montclar,
- Georges de Chevalier, écuyer, seigneur des Hoches et de Sinard, conseiller au parlement de Grenoble,
- Jean-Jacques de Chevalier, chevalier dans l'armée de Condée, chevalier de Saint-Louis le 11 décembre 1814,
- Maxime de Chevalier, chevalier de Saint-Louis le 11 décembre 1814, victime de la Terreur.

## Titres
Les Chevalier portent les titres suivants : 
- Comtes de Sinard (11 décembre 1814),
- Seigneurs de Chastillonne, Haute-Combe, Istrac, Les Hoches, le Pin.

## Armes
| Image | Armoiries                                                                                  |
| ----- | ------------------------------------------------------------------------------------------ |
|       | Armes: D'azur au chevron d'or - Devise : Je ne suis point répréhensible. - Titre : Comtes. |

## Principales alliances
- Dauphiné : de Pourret, de Rachais, d'Armand de Châteauvieux, Olphi dit Galhard, de La Tour du Pin, d'Abon, de Gauthier, de Vaujany.
- Autre : de Plan de Sièyes, de Montesson, d'Arzac de Cazenac, de La Sablière, de Pellafol, du Vivier de Lentiol.